# Vereščagino
Vereščagino è una città della Russia europea nordorientale (Territorio di Perm'); appartiene al rajon Vereščaginskij, del quale è il capoluogo.
Sorge nel pedemonte uraliano occidentale, 137 chilometri ad ovest del capoluogo Perm'.
La cittadina venne fondata nel 1898, durante la costruzione della ferrovia Perm'-Kirov, come insediamento annesso alla stazione (aperta nel 1899) di Očërskaja; venne rinominata con l'attuale nome nel 1904 in onore del pittore Vasilij Vereščagin, che transitò per la stazione durante un viaggio verso l'estremo oriente russo.